# Лазы (Мукачевский район)
Лазы́ (укр. Лази) — село в Нижневоротской сельской общине Мукачевского района Закарпатской области Украины.
Население по переписи 2001 года составляло 1024 человека. Население по данным сайта postcode.in.ua составляет 993 человека. Почтовый индекс — 89131. Телефонный код — 3136. Занимает площадь 1,595 км². Код КОАТУУ — 2121584001.